# تاريخ التأسيس
تاريخ التأسيس هو تاريخ نُقطة انطلاق أو بدايةِ كيانٍ ما، ويختلفُ تعريف تاريخِ التأسيسِ باختلاف الكيانات، فمعايير تاريخِ التأسيس غير مُحددة.

## تأسيس الحكومات
قد تُحدد بعض حكومات الدول القومية تاريخ التأسيس من خلال:
- إعلانُ الاستقلال عن القوى الأجنبية، مثل يوليو 1776 بالنسبة للولايات المُتحدة.[1]
- التَصديق على الدُستور.
- توقيع معاهدة تُنهي حرب ثورية.

بالإضافة إلى وجودِ تعريفاتٍ أُخرى مُحتملة لتاريخ تأسيس الحكومات.